# 塔米娜·史奴卡

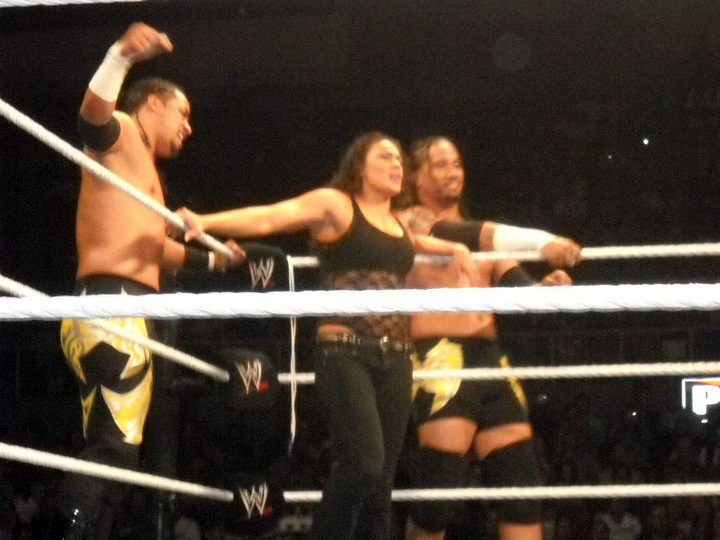
塔米娜·史奴卡與烏索兄弟

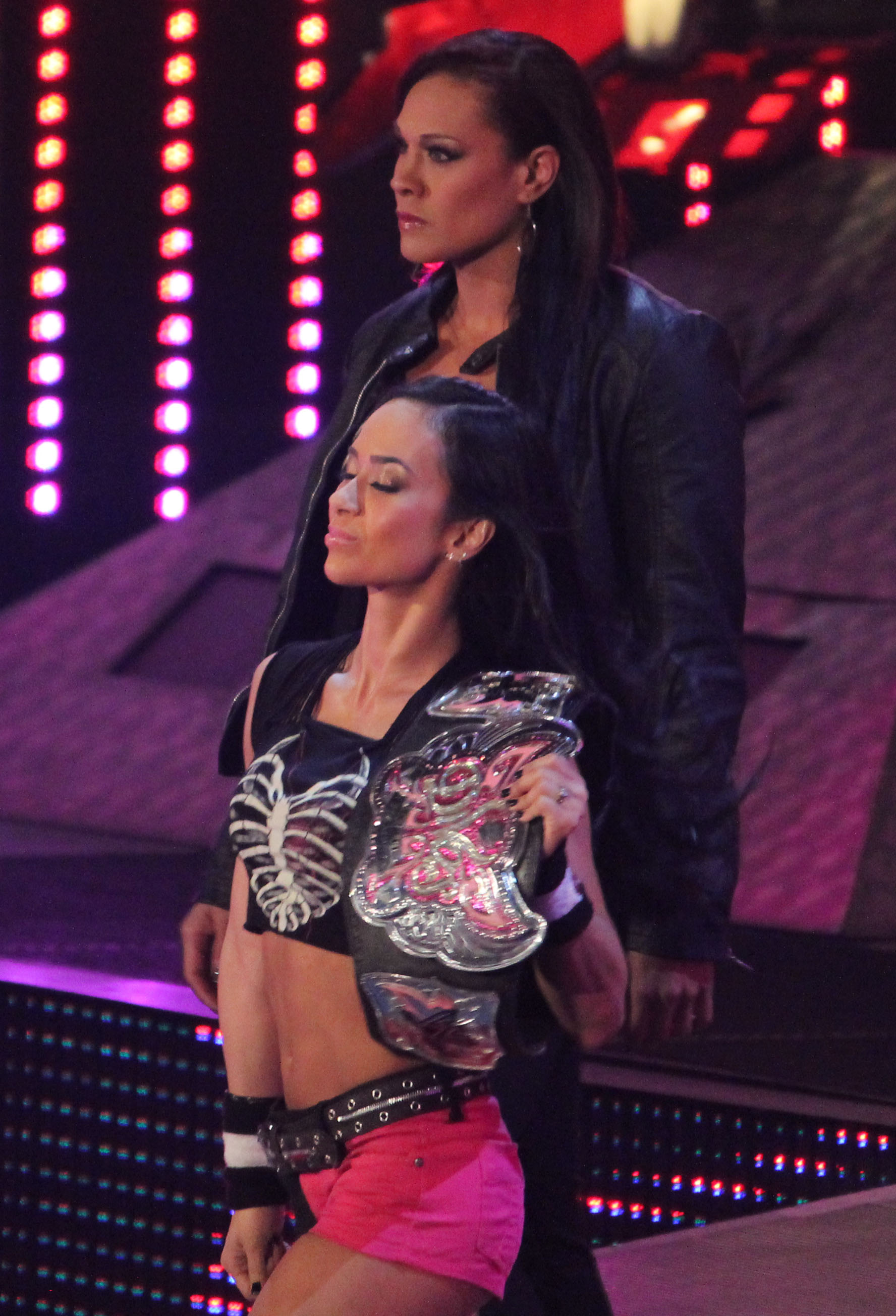
塔米娜·史奴卡與AJ·李

塔米娜·史奴卡（英語：Tamina Snuka，1978年1月10日—），本名莎蘿娜·瑞荷（英語：Sarona Reiher），是前世界摔角娛樂（WWE）旗下女子職業摔角選手，並在世界摔角娛樂節目中亮相。塔米娜·史奴卡的父親是名人堂選手吉米·史奴卡，而她的哥哥是前世界摔角娛樂巨星小吉米·瑞荷。

## 演藝事業
2014年，塔米娜·史奴卡首次演出電影海克力士，而主角正是她的表哥巨石強森。

## 個人生活
2003年，塔米娜·史奴卡與她的丈夫離婚，而兩人育有兩個女兒。

## 冠軍及成就

### 職業摔角畫報
- PWI女子50-第19名（2012年）[10]
- WWE女子雙打冠軍（一次）– 與娜塔莉雅